# Berlîn, Brodî
Berlîn (în ucraineană Берлин) este un sat în comuna Iazlivciîk din raionul Brodî, regiunea Liov, Ucraina.

## Demografie
Componența lingvistică a localității Berlîn
     Ucraineană (99,19%)
     Alte limbi (0,81%)
Conform recensământului din 2001, majoritatea populației localității Berlîn era vorbitoare de ucraineană (99,19%), existând în minoritate și vorbitori de alte limbi.